# Grock
Karl Adrien Wettach (10. januar 1880 – 14. juli 1959) var, med kunstnernavnet Grock, en schweizisk klovn og musiker der optrådte både i varieté og i cirkus. Des lige for adskillige adelige privat.
Han nævnes ofte i samme åndedrag som sin yngre kollega og ven, Charlie Rivel, når der skal sættes navne på de største klovner gennem tiderne.
Han har medvirket i 5 film og udgivet sine erindringer (Ghostwrited af Ernst Konstantin): "Grock – En klovns erindringer". (Den originale engelske udgave af erindringerne havde navn efter hans klovnenummers faste udbrud: "Nit mö-ö-ö-glich".)
Han kunne spille 24 instrumenter og, pga. sine mange tournéer i alverdens lande, tale næsten alle sprog! Var en overgang selv cirkusdirektør. Desuden udgav han grammofonplader med egne kompositioner.